# Sabanalarga (Atlantico)
Sabanalarga è un comune della Colombia facente parte del dipartimento dell'Atlantico.
Il centro abitato venne fondato da un gruppo di coloni guidati da Lucas Dionisio Tesillo, Marceliano de Jesús e Diego Almanza nel 1620, mentre l'istituzione del comune è del 1833.